# Yoku's Island Express
Yoku's Island Express est un jeu vidéo de flipper et de plates-formes développé par Villa Gorilla et édité par Team17, sorti en 2018 sur Windows, Nintendo Switch, PlayStation 4 et Xbox One.

## Accueil
- Jeuxvideo.com : 16/20[1]